# イヌサフラン

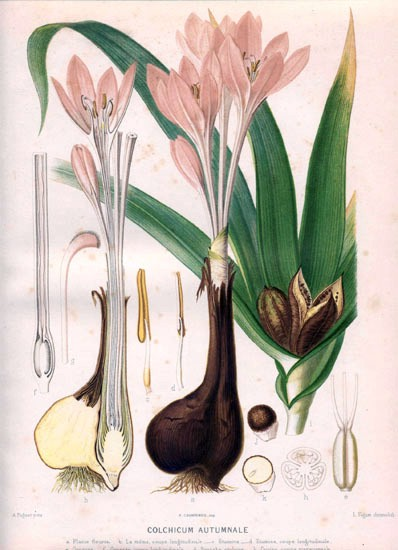

イヌサフラン（学名: Colchicum autumnale）は、イヌサフラン科の植物である。かつてはユリ科に分類されていた。ヨーロッパ中南部から北アフリカ原産。種小名 autumnale〈秋の〉の通り、秋に花が咲く。花がクロッカスに似ているため、「秋のクロッカス」とも呼ばれる。なお名前に「サフラン」と付き見た目もよく似ているが、アヤメ科のサフランとは全く別の植物である。

## 分布
アイルランド、アルバニア、アンドラ、イギリス、イタリア（本土）、ウクライナ、オーストリア、オランダ、ギリシャ（本土）、クロアチア、スイス、スペイン（本土）、スロヴェニア、チェコ、ドイツ、ハンガリー、フランス（本土）、ブルガリア、ベルギー、ポーランド、ルーマニアに自生する。

## 医薬品
イヌサフランの球茎（球根）や種子にはコルヒチン（colchicine）という物質が含まれている。この物質は痛風薬としても薬事法で認可、販売、処方されている。コルヒチンは人体には猛毒物質であるので専門家の処方が必要。また植物の細胞分裂に影響を与えて倍数体にする作用があり4倍体の作成や、種子を作らない3倍体品種の作成などといった品種改良に使われる。
医学・薬学方面ではイヌサフランをコルヒクム、種子をコルヒクム子、球根をコルヒクム根ということがある。

## 毒草
猛毒。種子や球根にアルカロイドの一種コルヒチンを含む。日本の有毒植物の代表格であるトリカブトが、2006年から2016年の間に3人の死者を出しているのに対し、イヌサフランは同じ期間に11人の死者を出しており、誤食による食中毒が発生しやすい植物とされる。
早春に群がって出るイヌサフランの葉を食用の山菜であるギョウジャニンニクと間違えた事故もあり、鱗茎はジャガイモやタマネギと間違えられることがある。また、ミョウガに間違われた事例もあった。イヌサフランは上記のとおりコルヒチンを含んでおり、これを誤って摂取すると下痢、嘔吐、皮膚の知覚麻痺、呼吸困難を発症し、重症の場合は死亡することもある。またサフランと似ているため、花柱を乾燥させた物がスパイスや鎮静・鎮痛・通経薬として使用できると誤認しての中毒例もある。園芸品種コルチカムは、土に植えなくても開花することで知られる園芸植物であるが、テーブルなどに置かれた球根を子どもやペットが誤って食べないように、注意する必要がある。

### イヌサフランとギョウジャニンニクの見分け方
イヌサフランと食用のギョウジャニンニクは見た目がよく似ているが、根と匂いに違いがある。
ギョウジャニンニクの根本は赤紫色で、根っこは長いひげのように伸びる。また、葉をちぎるとニンニクの強い臭いが広がる。これに対し、イヌサフランの根元は緑色で、根っこは球根になっている。葉をちぎっても、ほとんど臭いがしない。山菜採りの時期は毎年のようにイヌサフランの誤食による死亡事故が発生しているため、注意が必要になる。

### 死亡例
2007年4月、新潟県で50代の男性がギョウジャニンニクと一緒に誤ってイヌサフランを摂食し、その後死亡した。
2014年9月、静岡県御殿場保健所管内で70代の男性が、ギョウジャニンニクと間違えて栽培を続けていたイヌサフランを煮物にして食べ、その後死亡した。
2015年9月、山形県で高齢の女性が観賞用として栽培していたイヌサフランを摂食し、その後死亡した。
2017年5月、北海道富良野保健所管内でギョウジャニンニクと誤って食べ、一人が死亡する食中毒事件が発生している。
2018年4月、北海道空知地方に住む70代の夫と60代の妻が自宅敷地内に生えていたギョウジャニンニクとイヌサフランをジンギスカンの具材として調理して食し、夫が2日後に死亡。妻も発症したが回復した。
同年7月、北海道十勝地方に住む80代の女性が、自宅敷地内で採ったイヌサフランの球根をイモと間違えて煮物にして食べ、2日後に死亡した。イモと誤食し、食中毒が発生した事例は道内では初とみられる。

## 園芸品種
イヌサフランを園芸用に品種改良したものはコルチカム（コルヒカム、コルキカムとも）ということが多い。
コルチカムは球根草であるが、球根を土に植えなくても秋になると花が咲くという変わった性質がある。葉は開花後に出てくる。日当たりのよい室内などに球根を置いて、花を鑑賞してから土に植えても全く問題はない。土に植えておくと自然分球して殖えていく。
球根を犬が食べて死亡した例が報告されている。土に植えない、または室内などに球根を置いて花を咲かせる場合は特に注意が必要である。